# Dred Scott v. Sandford

Dred Scott 
v. Sandford, 60 U.S. (19 How.) 393 (1857), cunoscută și drept 'cazul Dred Scott, a fost o decizie de referință⁠(d) luată de către Curtea Supremă a Statelor Unite pe tematica dreptului muncii⁠(d) și a dreptului constituțional⁠(d). Aceasta aprecia că „un negru, ai căror strămoși au fost importați în [SUA], și  vânduți ca sclavi”, indiferent dacă este sclav sau liber, nu poate fi considerat cetățean american și, prin urmare, nu are interes legitim⁠(d) să inițieze un proces într-un tribunal federal, și că guvernul federal nu are nicio putere de a reglementa sclavia în teritoriile federale dobândite după crearea Statelor Unite. Dred Scott⁠(d), un sclav de „rasă neagră africană” care fusese dus de  proprietarii săi în state și teritorii libere, a încercat să-și ceară libertatea în instanță. Printr-o decizie adoptată cu 7 voturi pentru și 2 împotrivă, redactată de către președintele Curții, Roger Taney, Curtea a respins cererea lui Scott. Decizia a fost a doua oară când Curtea Supremă declara neconstituționalitatea unui Act al Congresului⁠(d).
Deși Taney spera că decizia va rezolva definitiv chestiunea sclaviei, decizia a declanșat instantaneu opoziția vehementă a elementelor anti-sclavie din Nord, și s-a dovedit a fi un catalizator indirect al Războiului Civil American. Ea și-a pierdut puterea de precedent după adoptarea Legii Drepturilor Civile din 1866⁠(d) și a celui de al 14-lea Amendament la Constituția Statelor Unite ale Americii, adoptat în 1868, prin care americanii de origine africană primeau cetățenie deplină.
Decizia Curții Supreme în cazul Dred Scott v. Sandford este denunțată în unanimitate de către juriștii moderni. Mulți juriști contemporani, și majoritatea celor de astăzi, consideră decizia privind sclavia în teritorii ca fiind obiter dictum⁠(d) fără caracter de precedent⁠(d). Bernard Schwartz spune că ea „stă în primul rând al oricărei liste cu cele mai rele hotărâri ale Curții Supreme—președintele Curții Supreme a C. E. Hughes a numit-o «cea mai mare automutilare a Curții»”. Junius P. Rodriguez⁠(d) afirma că ea este „universal condamnată ca fiind cea mai rea hotărâre a Curții Supreme a SUA”. Istoricul David Thomas Konig spunea și el că este „fără îndoială, cea mai proastă decizie a Curții noastre”.